# Зіганівський грот
Зига́нівський грот, Зиганівка (башк. Вак-Карагай-Карши) — печера в Ішимбайському районі Башкортостану, пам'ятка природи (1985).
Печера знаходиться в долині русла річки Конгуба (притока Зігана), між урочищем Кіндерлі та річкою Бріш, на південний схід від присілку Гумерово та Гумеровської ущелини.
Карстова печера, утворена у вапнякових відкладах пізнього голоцену.
Довжина печери становить 487 м, пересічна ширина — 10 м, пересічна висота — 5 м, амплітуда — 28 м, площа 1025 м², об'єм- 5287 м³. Температура влітку сягає 6 °C.
Вхід до печери розташований на дні провалу під вапняковим обривом. Він має розміри 2 м у висоту та 5 м у ширину. Вглиб прохід розширюється до гроту розмірами 70 на 40 м. Підлога гроту поступово піднімається і переходить до іншого, меншого розміром, гроту, який переходить у горизонтальний тунель.